# 金葉珠寶股份
金葉珠寶股份有限公司，簡稱金葉珠寶股份，以及金葉珠寶（英語：Goldleaf Jewelry Company Limited，深交所：000587），在1994年於北京設立一家專門黄金加工、珠宝销售和礦業投資。
也就是在2011年12月16日，由已破產的光明集團家具股份有限公司換取上市而來，而目前主要股東是深圳九五投資有限公司。
董事長為成鈞，總裁為王志偉，總部位於北京市朝阳区东三环北路2号南银大厦19层。

## 連結
- GoldZB.com